# Nyžňa Krynka
Nyžňa Krynka (ukrajinsky Нижня Кринка, rusky Нижняя Крынка – Nižňaja Krynka) je sídlo městského typu v Doněcké oblasti na Ukrajině. K roku 2011 měla bezmála čtrnáct tisíc obyvatel.

## Poloha
Nyžňa Krynka leží v Doněcké pánvi na řece Krynce, pravém přítoku Miusu v úmoří Azovského moře, která protéká její východní částí a na které je zde Chanžonkivská přehradní nádrž. Od Doněcku, správního střediska oblasti, je vzdálena přibližně sedmadvacet kilometrů severovýchodně, a od centra Makijivky, jejíž je ze správního hlediska součástí, přibližně sedmnáct kilometrů severovýchodně. 

## Dějiny
Obec založili v roce 1778 záporožští kozáci a původně se jmenovala Chanžonkiv-Nyžňokrynskyj (Ханжонків-Нижньокринський). V druhé polovině 19. století zde začíná těžba uhlí. V roce 1938 získala status sídla městského typu.
Od začátku rusko-ukrajinské války v roce 2014 je obec pod kontrolou separatistické Doněcké lidové republiky, kterou v roce 2022 prohlásilo Rusko za svou součást.